# Sóc má vàng
Sóc má vàng (danh pháp khoa học:Dremomys pernyi) là một loài động vật có vú trong họ Sóc, bộ Gặm nhấm. Loài này được Milne-Edwards mô tả năm 1867.

## mô tả và phân bố
Cơ thể con cái có chiều dài 108,3 mm và đuôi dài 138,8 mm; con đực dài 186mm, đuôi dài 142,5 mm. Sóc má vàng được tìm thấy ở đông bắc Ấn Độ, bắc Myanmar, Tây Tạng và các tỉnh khác của Trung Quốc, Đài Loan, và miền bắc Việt Nam.

## Phân loài
Sóc má vàng có 6 đến 8 (gồm 2 loài xếp sau) phân loài:
- Dremomys pernyi pernyi
- Dremomys pernyi flavior, Vân Nam, Quảng Tây kéo dài đến bắc Việt Nam. Phân loài này nhỏ hơn và có màu ô liu tối hơn D. p. pernyi.[10]
- Dremomys pernyi howelli
- Dremomys pernyi imus
- Dremomys pernyi owstoni
- Dremomys pernyi senex
- Dremomys pernyi calidior
- Dremomys pernyi modestus